# بووی آریبا
بووی آریبا (به اسپانیایی: Buey Arriba) یک منطقهٔ مسکونی در کوبا است که در استان گرانما واقع شده‌است. بووی آریبا ۴۵۲ کیلومتر مربع مساحت و ۳۱٬۳۲۷ نفر جمعیت دارد و ۱۲۵ متر بالاتر از سطح دریا واقع شده‌است.